# 宮村弦
宮村 弦（みやむら げん、1980年 - ）は、日本の書家。墨象作家。

## プロフィール
1980年　静岡県出身。
新潟大学大学院 教育学研究科 教科教育専攻 美術教育(書道)専修 修了
毎日書道会会員。奎星会同人。
大学で専門的に書を学んだ後、文字造形を離れ書の美意識を純粋に提示する方法を模索し、発想、素材、技法ともに多様な墨象表現を発表。
「現代書“以後”」世代の作家として、独自の視点で書の美意識を背景にした新しいイメージを開拓する。　
代表作に、言語体系と墨象表現を関連付けた「イメージラング（Dot code / Linear code）」や「Morse code」がある。
活動の場は多岐にわたり、多くのアートプロジェクト・デザインプロジェクトに参加。毎日書道展毎日賞、他、受賞多数。

## 展覧会
個展
宮村弦 書展 / グランシップ静岡 ＆ 浜名湖花博「花の美術館」 - 2004 
GEN MIYAMURA NEW WORKS 2010  / SferaExhibiton 京都 ＆ SferaShop 東京 - 2010 
イメージラング　−未解文字の蠱惑− / CCC 静岡 - 2010 
「IMAGE LANGUE : linear code」 / ICN gallery (ロンドン)  - 2012
「宮村弦→'14」 / ema gallery (静岡)  - 2014
第71回企画展「宮村弦 - モールス・コード - 新しい言葉の｛カタチ｝」 / 島田市博物館 (静岡)  - 2018
〔　グループ展 他　〕
'07奎星俊英作家展 / 上野の森美術館 - 2007
'09現代書作家展・しずおか / 静岡県立美術館 - 2009
shun kawakai + gen miyamnura (2man show) / +81 gallery+lab - 2010
第7回　食とアートの会　( by +art club ) / Restaurant I  - 2010
+81 Gallery+Lab The first anniversary exhibition / +81 gallery+lab - 2011
横浜赤レンガ倉庫・20　-次元を超えて- / 横浜赤レンガ倉庫 - 2011
FANATIC MONOCHROME / 大阪成蹊大学芸術学部 長岡京キャンパス《spaceB》（京都） - 2011
アートに見る「ミーム」 - 書・版画・日本画に見る伝統、技術、現代性の探求-」　/ 渋谷ヒカリエ - 2012
都美セレクション・グループ展「書の予兆 - 墨象の現時代-」企画・出品 / 東京都美術館ギャラリーB - 2013
書の未来展　/ 伊藤忠青山アートスクエア  - 2017
現代アート書道の世界　/  新宿高島屋美術画廊  - 2017
「TOKYO 書2017　公募展の今」　/ 東京都美術館  - 2017

## 主な仕事
資生堂　2018 年賀用コーポレートビジュアル　/2018
SHISEIDO GINZA TOKYO　2017AW  グローバルAD キービジュアル　/2017　　
SHISEIDO GINZA TOKYO　2017SS  グローバルAD キービジュアル　/2017
GU【 ウルトラマンシリーズ Meets 5creators 】　/2016
HOTEL - AMAN TOKYO 客室作品　/2015
DeNA「戦魂 -SENTAMA-」タイトル題字　/2015
新宿伊勢丹 ショーウインドウディスプレイ「墨象」　/2011